# Камлочук Леонід Васильович
Камлочук Леонід Васильович (нар. 4 липня 1974) — український спринтер-каноїст, який змагався на початку 2000-х. Він вибув у півфіналі змагань С-2 на 1000 м на літніх Олімпійських іграх 2000 року в Сіднеї.